# 三頭越
三頭越（さんとうごえ）もしくは三頭峠（さんとうとうげ）は、徳島県美馬市と香川県仲多度郡まんのう町との境に位置する峠。

## 概要
香川県と徳島県の県境をなす讃岐山脈（阿讃山脈）の中央部に位置しており、標高は795m。峠の南東には三頭山（標高734.2m）がある。三頭の名の由来は三頭山の山頂にある三頭神社で剣霊、山王、清竜（青竜）の3社が祀られていることによる。北東には竜王山（標高1059.8m）がある。
峠道は古より讃岐国と阿波国間を結ぶ主要な道の一つで、仲多度郡・綾歌郡一帯の耕作のため、借耕牛（かりこうし）の行き来があり、その数は昭和初期には8000頭にも及んだ。徳島県側からは金刀比羅宮参詣のための金毘羅街道として、香川県側からは三頭神社参詣道としての往来も盛んで、旧峠道には「安政四巳歳」の銘がある高さ3.6mの鳥居が残っており、その徳島県側の石額には「金毘羅大権現」、香川県側には「三頭山大権現」と刻まれている。
1972年、峠を挟んだ区間が香川県道・徳島県道4号坂出貞光線に指定され、その後1982年には国道438号に指定された後も長らく自動車の通行が不可能ないわゆる点線国道の状態であったが、1997年に三頭トンネル（全長2648m）を含む自動車道路が開通している。

## 参考資料
- 香川県大百科事典
- 角川日本地名大辞典